# Truszczanek
Truszczanek [pronunciación en polaco: /truʂˈt͡ʂaɛk/] es un pueblo ubicado en el distrito administrativo de Gmina Rozprza, dentro del Distrito de Piotrków, Voivodato de Łódź, en Polonia central. Se encuentra aproximadamente a 5 kilómetros al oeste de Rozprza, a 16 kilómetros al suroeste de Piotrków Trybunalski, y a 56 kilómetros al sur de la capital regional Łódź.